# Dentelle de Binche

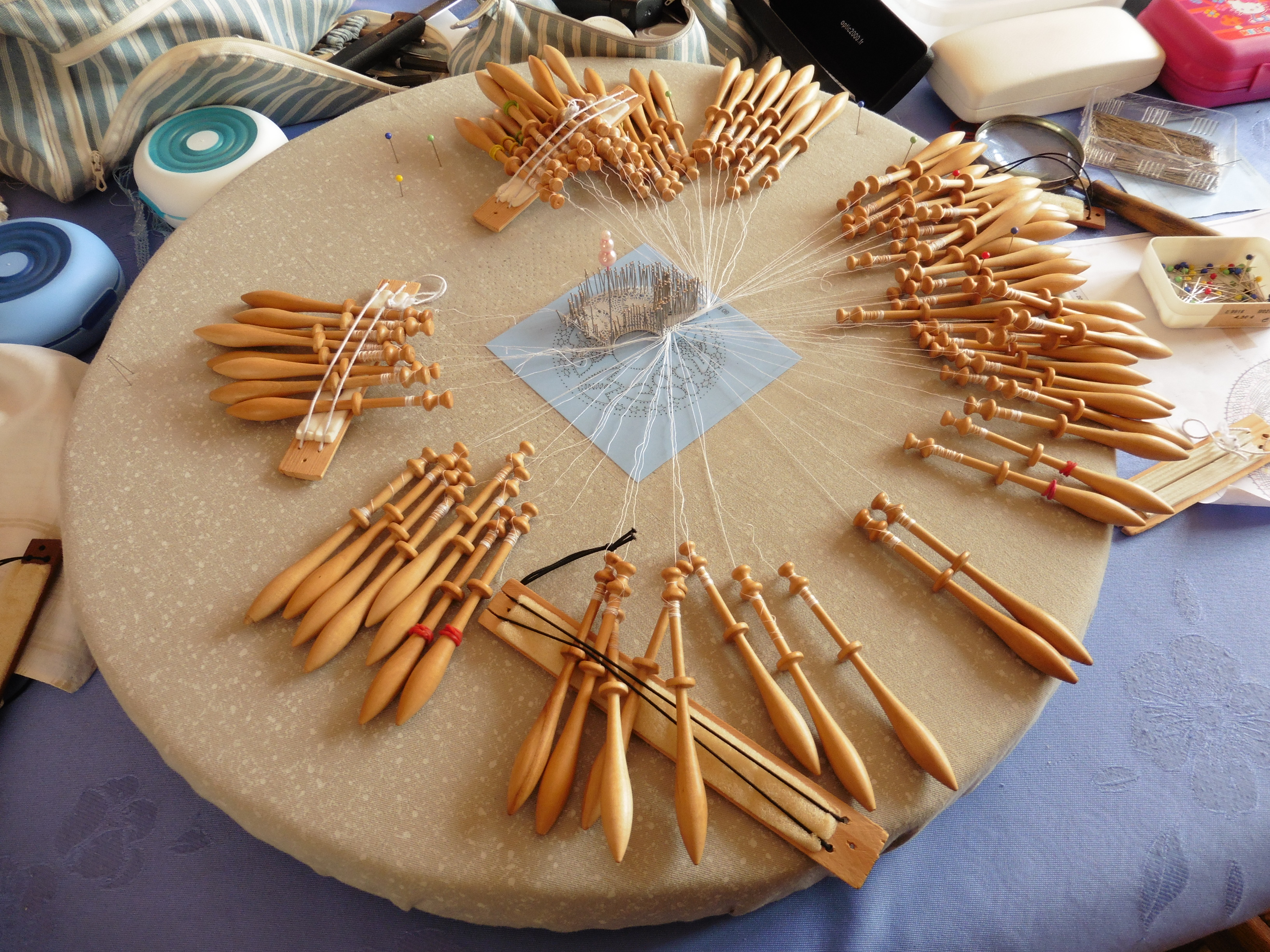
Dentelle de Binche

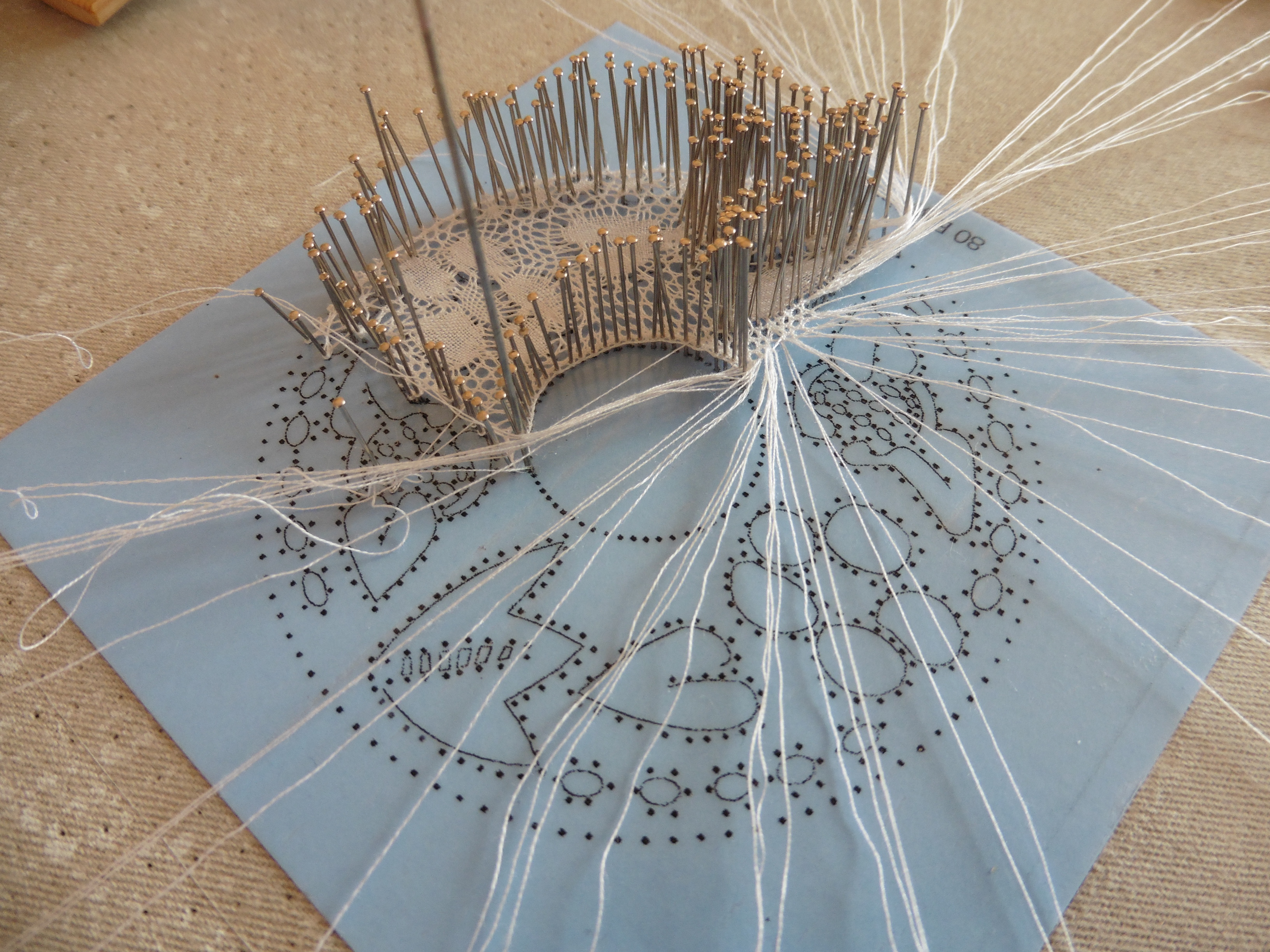
Dentelle de Binche (de près)

La dentelle de Binche est un type de dentelle aux fuseaux originaire de la ville de Binche en Belgique. C'est une dentelle continue, c'est-à-dire faite d'un seul tenant. Elle est généralement faite en bandes d'une largeur de 5 cm. En dentelle de Binche, le fil de cordonnet délimitant le dessin n'est généralement pas utilisé, ou alors avec un fil très fin, de la même épaisseur que celui du dessin. Les dessins en dentelle de Binche sont détaillés, avec des scènes animales. La dentelle de Binche est parfois appelée « le point de fée ».

## Histoire
La légende dit que la dentelle de Binche a été créée au XVe siècle par des dentelliers migrant de Gand à Binche avec Marie de Bourgogne, mais aucune preuve n'existe dans ce sens. Il est connu toutefois que de la dentelle de Binche était réalisée au XVIe siècle. En 1585, lorsque l'Escaut était fermée au commerce, Binche n'a pas vu sa dentelle péricliter contrairement à d'autres en amont comme la dentelle d'Anvers. La dentelle de Binche a été réglementée par édit royal en 1686, ce qui démontre son importance.
La première mention de l'existence de la dentelle de Binche remonte à 1697, mais c’est au XVIIIe siècle que cette activité atteint son apogée. 
Des documents de l'époque révèlent que la population de Binche comprenait environ mille dentellières, produisant une quantité significative de dentelles qui soutenaient les deux tiers de l'économie locale. Ces dentelles étaient souvent destinées aux cours les plus prestigieuses d'Europe, à la noblesse et au clergé. 
A la fin du XVIIIe siècle, la Révolution française modifie les coutumes vestimentaires et les usages de la mode. La dentelle anciennement prisée par les hommes est désormais bannie. 
Après les destructions de la Révolution française, Binche renoue avec son glorieux passé. La guipure de Binche est mentionnée à deux reprises par Victor Hugo dans son œuvre emblématique Les Misérables, notamment lors des noces de Cosette.  
De plus, le voile de mariée de Louise-Marie d'Orléans, qui épousa le premier roi des Belges, Léopold Ier, fut réalisé à Binche. Le nombre de dentellières continue d'augmenter au début du XIXe siècle, atteignant un pic en 1856 avec 1 800 dentellières pour une population d'environ 6 000 habitants. 
Cependant, le développement croissant de la dentelle mécanique et l'émergence de nouvelles industries à partir de la seconde moitié du XIXe siècle portent un coup quasi-fatal à cet artisanat. 
Au début du XXe siècle, seules quelques dentellières restent en activité. En 1950, Charles de Liège et l'administration communale de Binche, en décalage avec les tendances de l'époque, décident de créer une école de dentelle pour revitaliser cet élément prestigieux du patrimoine local. Ce qui donnera naissance à l'Ecole de la dentelle de Binche en 1953. 
Au cours de la seconde moitié du XXe siècle, diverses associations ainsi que des initiatives personnelles et collectives émergent aux côtés de l'école.  
Comme le Centre de la Dentelle et des Métiers d’Art de Binche fondé en 1989 par Willy Burgeon, l'association « Création d’Art Textile Contemporain » (CATC) qui existe depuis 2016et l’atelier de Dentelle d’Art crée en 1986.